# Северное (озеро, Греэм-Белл)
Северное — озеро на северо-западе полуострова Холмистый острова Греэм-Белл архипелага Земля Франца-Иосифа, Приморский район Архангельской области России. Площадь поверхности — 0,9 км². Площадь водосбора — 18 км².
Является вторым по площади озером острова после Мелкого.
В озеро впадают два ручья, вытекает один. Дно и берега сложены песчаником.
Код объекта в государственном водном реестре — 03030010211103000028908.